# POCKET MORNING
『POCKET MORNING』（ポケットモーニング）は、かつてZIP-FMで放送されていたラジオ番組である。

## 概要
2022年4月のZIP-FMの大改編において新設された番組。番組ハッシュタグは「#ジプコ」。
前番組『Rolling Out!』から打って変わり、ZIP-FMとして初のAIナビゲーターであるジプコが担当する。
合成音声は株式会社エーアイ「AITalk 声の職人 パッケージ版」を使用 。
2022年6月9日付けTwitter上にて前番組「Rolling Out!」のナビゲーター成田真美による正体ほのめかし発言があるが、実際の関わりについては不明。

## ナビゲーター
- ジプコ（2022年4月1日 - 2025年3月28日）

2024年2月13日放送分にて「苗字制定記念日」(2月13日)に引っ掛けて番組内でジプコの名字を募集。「高木ジプコ」になる。

## 放送時間
- 毎週月曜 - 金曜 05:00 - 06:00（JST）

## オープニングテーマ
- (月) 宮内優里「deuv」
- (火) 宮内優里「foeo」
- (水) 宮内優里「fida_」
- (木) 宮内優里「reube」
- (金) 宮内優里「kano_」

## エンディングテーマ
- Ron Levy's Wild Kingdom「Spangled Star Boogaloo」